# Качалка (Ярославская область)
Качалка — деревня в Первомайском районе Ярославской области. Расположена на живописном берегу реки Соть.
В деревне нет кирпичных домов, все дома деревянные. Всего в деревне 26 домов. Все жители деревни — русские. Население на 1 января 2007 года — 19 человек, на 2014 год — 10 человек.
В 1960-х годах была начальная школа, расположенная она была в доме помещика. При советской власти был водопровод, колонки в настоящее время не работают. В настоящее время деревня деградирует из-за отсутствия дороги. Соседние деревни Юрново, Бастырево, Черногубка, Глазово полностью исчезли, — на их месте запустение; хотя в былые годы эти деревни процветали. Кипела жизнь, в основном были многодетные семьи. В церковь ходили в село Ильинское. Деревни были очень нарядные, опрятные, из очень хороших высоких деревянных домов. Осталась только Качалка, но молодых семей там почти нет.

## Транспорт
Качалка находится в 5,5 км от автодороги М8 М8 «Холмогоры». До деревни проложена грунтовая дорога. Качалка является тупиковой деревней. В 4,2 км от деревни находится недействующая железнодорожная станция «Муринское».